# Hilma Nicanor
Hilma Ndinelago Nicanor (auch Nikanor, * 3. Mai 1956 in Eheke, Südwestafrika) ist eine namibische Politikerin der SWAPO. Sie war von 2004 bis 2019 Mitglied des Nationalrats und ist seit 2020 Mitglied der Nationalversammlung. Von 2011 bis 2025 war sie Vizeministerin für Veteranenangelegenheiten. 

## Leben
Hilma Nicanor besuchte von 1974 bis 1978 die Martin Luther High School in Okombahe, wo sie mit Grade 11 abschloss. Bereits 1974 war sie der SWAPO beigetreten. Von 1979 bis 1982 gehörte sie der People’s Liberation Army of Namibia (PLAN), dem militärischen Arm der SWAPO,  als Kommissarin an. In dieser Zeit ging sie nach Bulgarien, wo sie 1980 ein Diplom an der Academy of Political Science and Social Management machte.
Von 1983 bis 1988 arbeitete sie als Lehrerin im Bildungszentrum der SWAPO in Angola. 1988 erwarb sie ein Zertifikat am Institute of Management and Organisation of Education.

## Politik
Von 1997 bis 2004 war sie für als Beraterin für die Kommune Keetmanshoop tätig. In dieser Zeit war sie für die SWAPO regionale Koordinatorin in ǁKarasKlicklaut und war Mitglied des Zentralkomitees der Partei. 2004 wurde sie in den Regionalrat von ǁKaras gewählt, dem sie seitdem ununterbrochen angehört. Der Regionalrat entsandte sie von 2004 bis 2020 als Repräsentantin in den Nationalrat, dem Oberhaus des namibischen Parlaments, wo sie von 2005 bis 2010 als stellvertretende Whip für die SWAPO wirkte. Von 2005 bis 2010 war sie Vorsitzende des Ständigen Ausschusses für Regionale Entwicklung und Berichte und Mitglied des Ausschusses für Standing Rules and Orders.
2011 wurde Nicanor als Vizeministerin für Veteranenangelegenheiten berufen.  2014 war sie eine Befürworterin eines dreimonatigen Sexstreiks, zu dem der SWAPO Women’s Council aufgerufen hatte, um gegen Gewalt gegen Frauen zu protestieren.
2019 trat Nicanor vorzeitig als Nationalrätin und als Vizeministerin zurück, um für die Nationalversammlung, dem Unterhaus des namibischen Parlaments, kandidieren zu können. Als Überbrückung bis zur Wahl der Nationalversammlung berief sie Präsident Hage Geingob als Beraterin für Veteranenangelegenheiten, was wegen der damit verbundenen Kosten kritisiert wurde. Nicanor wurde gewählt und dann wieder als Vizeministerin berufen.
Gegen Hilma Nicanor wurden wiederholt Vorwürfe wegen Manipulationen, Korruption und Vorteilsnahme gerichtet. 2004 soll sie die Liste der SWAPO für die Kommunalwahlen nach der SWAPO-internen Wahl eigenmächtig geändert haben. 2014 nutzte sie ihren Einfluss um ein Grundstück in kommunaler Hand deutlich unter dem Marktwert zu erwerben. 2015 wurde ihr Stimmenkauf für die Nominierung für die Regionalwahl durch die SWAPO vorgeworfen. Sie hatte beim  ǁKaras-Regionalrat die schnellere Abwicklung von Fördermitteln für mehrere Unternehmen verlangt, die einflussreichen Parteimitgliedern gehörten.
2021 reagierte sie in ihrer Rolle als Pressesprecherin der SWAPO auf Vorwürfe, dass Parteimitglieder und der Partei nahe stehende Personen bei Regierungsausschreibungen und -verträgen bevorzugt würden mit der Aussage, dass SWAPO-Mitglieder das Recht hätte, Geschäftsbeziehungen ihrer Wahl zu pflegen, um ihren Wohlstand zu sichern. Sie betonte:

“We didn't fight apartheid to be poor. [...]
This is what we have fought for [...] As Namibians who fought for the liberation of this country, we will continue to pursue our democratic right to engage in non-corrupt and legitimate economic activities”

„Wir haben nicht die Apartheid bekämpft nur um arm zu bleiben. [...]
Das ist, wofür wir gekämpft haben [...] Als Namibier, die für die Befreiung dieses Landes gekämpft haben, werden wir unser demokratisches Recht weiterhin nutzen, uns bei nicht-korrupten und legitimen geschäftlichen Aktivitäten zu betätigen“

Diese Äußerung wurde in der Presse als charakteristisch für die Haltung der SWAPO und ihrer Mitglieder kritisiert, einen grenzenlosen Anspruch auf persönliche Bereicherung zu haben.
Im März 2021 löste der Oppositionsführer Bernadus Swartbooi einen Skandal aus, als er Nicanor schwer und auf sexistische Weise in der Nationalversammlung beleidigte.